# Масх

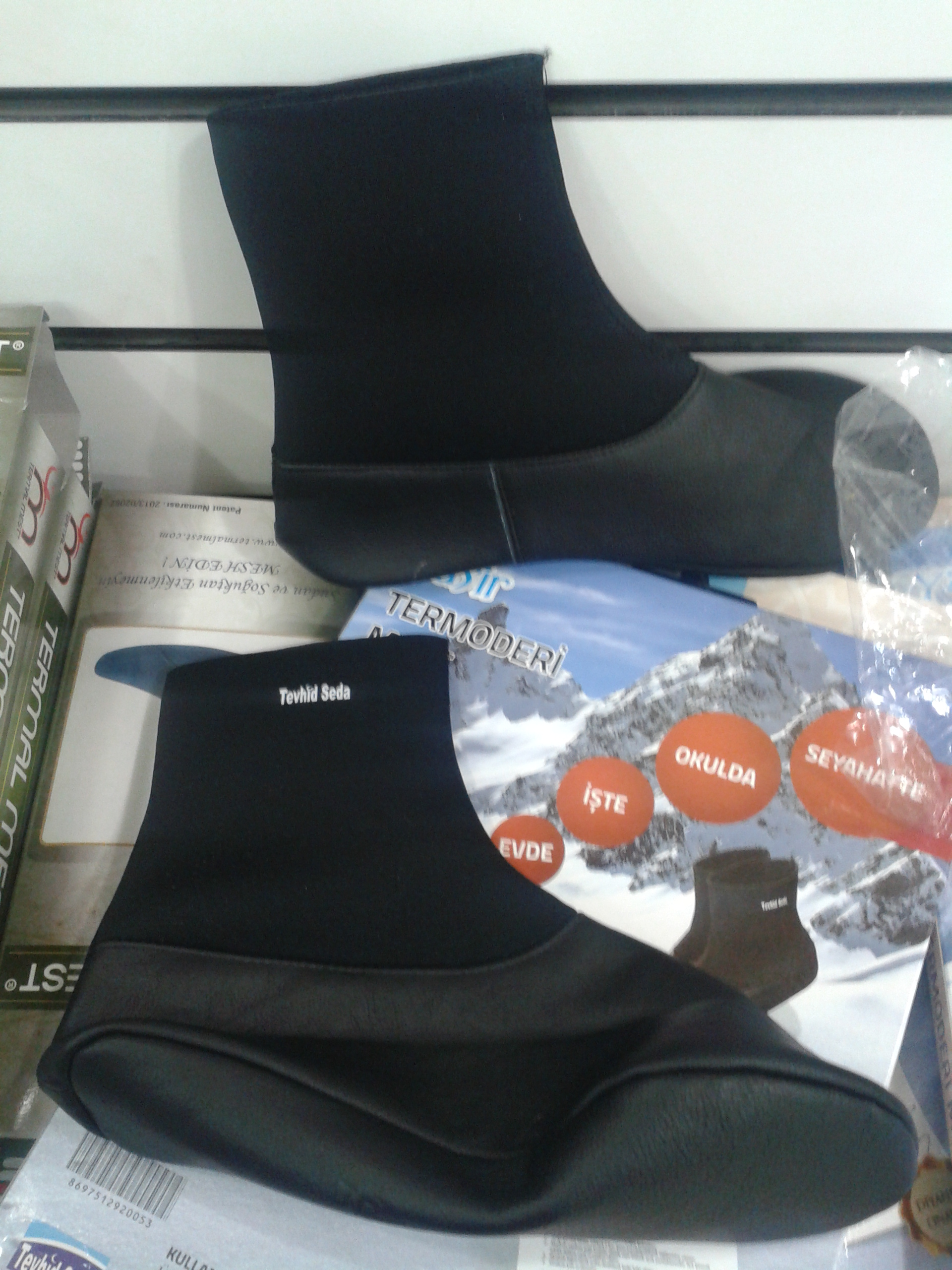
Хуффы

Масх (араб. مسح‎ —  обтирание‎) — в исламе: обтирание влажными руками кожаной обуви (хуфф или маст), которая покрывает ногу до лодыжки. Масх используется вместо мытья ноги при малом омовении. Для того, чтобы масх был действительным, необходимо, чтобы ноги, на которую эта обувь была надета, были чистыми и чтобы она не снималась после совершения малого омовения. При последующих омовениях на такую ногу можно совершать масх. В некоторых правовых школах срок действия масха равен 1 дню для тех, кто находится в своём населённом пункте, и 3 дня для путников.
Обувь должна быть на кожаной или войлочной подошве и должна выдерживать расстояние 1 часа пути и не развалиться. Обувь должна плотно прилегать к ноге и не должна иметь больших дыр. В домашней обстановке разрешается делать масх на плотные и толстые шерстяные носки, но не на тонкие носки. При протирании хуффов мокрыми пальцами правой руки протирается верх носка правой обуви в направлении от пальцев ног на себя. Протирание левой ноги производится левой рукой. Если обувь сойдёт с ноги или в неё просочится влага или грязь, то масх на хуффы в этом случае нарушается.